# リボリオ・ソリス
リボリオ・ソリス・マルトレット（Liborio Solís Marturet、1982年3月21日 - ）は、ベネズエラのプロボクサー。元WBA世界スーパーフライ級王者。

## 来歴
2000年12月15日にプロデビュー。
2009年11月7日、ホセ・ヒメネスとベネズエラスーパーフライ級王座決定戦を行い、7回TKO勝ちで王座を獲得した。
2010年11月25日、ヘンリー・マルドナルド（ニカラグア）とWBAフェデボルバンタム級王座決定戦を行ったが、判定負けを喫した。
2011年4月15日、オズワルド・ミランダとWBAフェデラテンバンタム級王座決定戦を行い、2回TKO勝ちを収め王座獲得に成功した。
2011年10月22日、元WBA世界スーパーフライ級暫定王者ラファエル・コンセプシオンと対戦し、判定勝ちを収め初防衛に成功した。
2011年12月10日、ホセ・サルガドとWBA世界スーパーフライ級暫定王座決定戦を行い、12回2-1（2者が117-111、111-117）の判定勝ちで王座を獲得した。
2012年10月27日、カラカスにて、WBA世界スーパーフライ級12位のビクター・ザラテと対戦予定だったが、ザラテがIBF世界バンタム級王者レオ・サンタ・クルスへの挑戦が決定した為、ホセ・カブレラに対戦相手が変更。ソリスもカブレラも前日計量をパスしたもののプロモーターがファイトマネーが払えなくなった為、2度目の防衛戦となる筈だった試合は試合当日に中止となった。
2013年5月6日、東京都大田区の大田区総合体育館で正規王者河野公平と王座統一戦を行い、12回2-0（115-111、114-112、113-113）の判定勝ちを収め王座統一に成功した（記録上は2度目の防衛）。
2013年12月3日、大阪府立体育会館でIBF世界スーパーフライ級王者の亀田大毅と王座統一戦を行う予定だったが、前日計量でソリスに体重超過がありWBA王座を剥奪された為、IBF王座と空位のWBA王座を懸けた一戦として試合は通常に行われ、ソリスが勝てばWBA王座、IBF王座が共に空位となり、亀田が勝てばWBA王座とIBF王座が統一されるという条件下で試合は行われる筈だった。
その試合で、ソリスは判定2-1で勝利したため、当初であればWBA王座、IBF王座共に空位となることが規定として決まっていたが、IBF側はこの試合終了後、「相手（ソリス）は前日計量に失敗しているので王者ではない。勝っても負けてもIBF王者は亀田大毅だ」として、対戦相手・亀田大毅のIBF王座については空位とはならない見解を示した。同月11日にWBAはソリスのファイトマネーの35%相当する額の罰金を科すことを通知した。
2015年12月17日、パナマシティのアレナ・ロベルト・デュランでジョナタン・バァト（カシミ）と対戦し、9回判定勝ちを収めた。
2016年3月4日、京都府の島津アリーナ京都でWBC世界バンタム級王者山中慎介と対戦し、両者2度のダウンを奪い合うも12回0-3（3者共107-117）の判定負けを喫し2階級制覇達成に失敗した。山中は強かったが、私の言ったようにガラスのアゴだった」と語った。
（来日した際に、テレビ東京系「ＹＯＵは何しに日本へ？」の直撃取材を成田空港で偶然受けた。）。
2016年11月12日、モンテカルロのモンテカルロ・スポーティングでWBA世界バンタム級王者ジェイミー・マクドネルと対戦し、12回0-3（112-116、113-115、111-117）の判定負けを喫しまたも2階級制覇に失敗した。
2017年11月4日、モンテカルロのカジノ・ド・モンテカルロ内サル・メディシンでWBA世界バンタム級正規王者のジェイミー・マクドネルと再戦し、3回開始から程なくして偶然のバッティングでマクドネルが左眉上をカットし一度は試合続行が認められたものの、打撃戦の様相を見せ始めたところで主審が試合を止めリングドクターがマクドネルの傷の状態がひどく試合続行不可能と判断すると無判定と宣告され試合終了。5ヵ月ぶりの再戦は3回2分45秒無効試合という結果で終えた。またも2階級制覇とはならなかった。
2020年2月8日、ペンシルベニア州アレンタウンのPPL・センターでゲーリー・ラッセル・ジュニアvsツグスソグ・ニヤンバヤルの前座で井上尚弥のスーパー王座認定に伴いWBA世界バンタム級2位のギレルモ・リゴンドウとWBA世界バンタム級王座決定戦を行い、12回1-2 (111-116、112-115、115-112) の判定負けを喫しまたも2階級制覇に失敗した。
2023年4月8日、有明アリーナにて寺地拳四朗vsアンソニー・オラスクアガの前座でWBA世界バンタム級王座決定戦で井上拓真と対戦し、12回判定負けを喫し、王座獲得に失敗した。

## 獲得タイトル
- ベネズエラスーパーフライ級王座
- WBAフェデラテンバンタム級王座
- WBA世界スーパーフライ級暫定王座（防衛2）
- WBA世界スーパーフライ級王座（防衛0=剥奪）